# Kétpó
Kétpó là một thị trấn thuộc hạt Jász-Nagykun-Szolnok, Hungary. Thị trấn này có diện tích 66,76 km², dân số năm 2010 là 703 người, mật độ 11 người/km².